# دو (موسيقى)
Wd

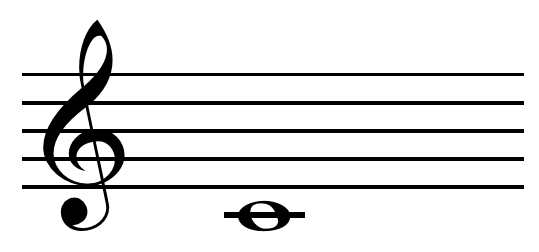
C الوسطي.

دو (يرمز لها C) هي أوّل درجة موسيقية في السلم دو الكبير و العلامة الرئيسيّة لهذا السلّم. هي أيضا ثالث درجة موسيقية في السلم لا الصغير.
إن نغمة دو متعادلة موسيقياً مع نغمة السي♯ (♯B).

## اقرأ أيضاً
- درجة موسيقية
- سلم موسيقي